# LNWR classe G
La Classe G du London and North Western Railway est un type de locomotives à vapeur de disposition d'essieux 040 « Eight wheel » (0-8-0 dans la nomenclature britannique) utilisées en service marchandises. Elles sont le résultat de la transformation avec deux cylindres simple expansion de locomotives compound de classe B et de l'installation d'une chaudière plus grande semblable à celle de la classe D.
L'application de la surchauffe donnera naissance aux locomotives de la classe G1 puis G2.

## Historique

### Origines
L'ingénieur Francis Webb (en), a réalisé 170 locomotives de la classe B de 1901 à 1904 de disposition compound à quatre cylindres (deux basse pression au centre, deux haute pression à l'extérieur) comme une évolution plus puissante de la classe A à trois cylindres, elle même basée sur un prototype de 1892 à deux cylindres intérieurs à simple expansion. Jugées trop complexes à conduire et à entretenir, les classe A et B font l'objet de plusieurs programmes de transformation par le successeur de Webb, George Whale (en). Les classe A conservant leur chaudière d'origine sont soit converties sur le modèle du prototype de 1892, donnant naissance à la classe C, soit avec deux cylindres plus petits, la classe C1. Entre ces deux séries, dont la puissance ne progresse que peu, Whale a doté 63 exemplaires de grands cylindres et d'une nouvelle chaudière de grand diamètre qui a fait ses preuves sur les locomotives pour trains de voyageurs « Precedent » et « Experiment » conçues par George Whale. Ces locomotives converties seront les plus réussies et désignées classe D.
Pour la classe B, la première action de George Whale consiste à doter en 1904-1906 26 locomotives d'un essieu porteur avant (classe E de disposition d'essieux 140) afin de compenser le porte-à-faux important et la masse des quatre cylindres. Il décide ensuite d'utiliser la chaudière de grand diamètre pour les douze conversions suivantes, toujours de disposition 140 à 4 cylindres compound : la classe F de 1906-1908. Ultimement, aucun de ces deux modèles ne sera considéré comme une réussite.

### Mise au point
George Whale décide en 1906 d'appliquer la formule qui a fait ses preuves sur la classe D en avec deux cylindres intérieurs et la nouvelle chaudière de 5 pieds 2 pouces (1 570 mm). Contrairement à la classe D pour laquelle il a fallu fabriquer de nouveaux cylindres de 500 mm, Whale laisse en place les deux cylindres basse pression de la classe B, larges de 20 pouces ½ (521 mm), ce qui impose d'abaisser la pression maximale de 200 à 160 psi. (1,10 MPa) pour ne pas reproduire l'échec de la classe C.
Juste avant son remplacement par Charles Bowen Cooke (en), Whale passe une commande pour 60 locomotives neuves construites selon les spécifications de la classe G et désignées comme telles. La conversion de classe B en G s'étale sur la période 1906-1917 et concerne 32 locomotives. 
Sur les premières machines converties, le porte à faux et le couvercle des têtes de piston qui avaient donné à la classe B le surnom de « Piano front » par analogie au cylindre d'un piano droit. Celles construites neuves ont un avant plus court sans couvercle.

### Évolutions
La base éprouvée de la classe G servira de modèle pour la conception de locomotives-tender destinées aux manœuvres dans les gares de triage. Le diamètre et l'empattement des roues motrices ainsi que la chaudière sans surchauffeur sont repris moyennant quelques adaptations tandis que des soutes à eau, à charbon et un essieu porteur sous la cabine de conduite. 30 locomotives de la classe 1185 sont construites de 1911 à 1917. En 1923-1924, 30 locomotives de la classe 380 sont construites ; dotées d'un bogie au lieu d'un essieu porteur arrière, ces machines à l'autonomie accrue remorquent également des trains de fret locaux en lieu et place de 040 à tender séparé.
Charles Bowen Cooke, partisan de la surchauffe qu'il a déjà appliquée dans le domaine des trains de voyageurs, fait transformer en 1912 la no 2653 — première des classe G construites en 1910 — avec une chaudière de 5 pieds 2 pouces à surchauffeur Schmidt et des tiroirs de distribution cylindriques.
Les performances et l'économie de carburant se montrent supérieures à toutes les 040 alors en activité ce qui leur vaut le surnom de « Super D », super étant l'abréviation de « Superheated » qui se traduit ici par « équipé d'un surchauffeur ».
Une commande de 170 G1 neuves est passée tandis que des locomotives de tous types sont converties en G1 par le LNWR et son successeur le London, Midland and Scottish, les dernières étant réalisées dans les années 1930, portant l'effectif à 449 G1. L'entièreté des 92 locomotives de la classe G a été transformée.
À partir de 1924, les chaudières de rechange des G1 sont à foyer Belpaire au lieu du foyer à sommet arrondi. À partir de 1935, une nouvelle vague de transformation concernant 327 G1 toutes origines confondues donne naissance aux G2A plus puissantes dont la carrière se termine peu après 1962.